# Rimpar
Rimpar è un comune tedesco di 7 718 abitanti, situato nel land della Baviera.